# داگلاس کرتلند
داگلاس کرتلند (انگلیسی: Douglas Kertland; ۲۳ نوامبر ۱۸۸۷ – ۴ مارس ۱۹۸۲) معمار اهل کانادا بود.